# Annihilation
Annihilation beskriver i fysikken den proces, som sker når en subatomar partikel kolliderer med dens respektive antipartikel.
Da der er energi- og impulsbevarelses bliver partiklerne omdannet til nye partikler. Partiklen og antipartiklen bliver først omdannet til en kraftpartikel, der bl.a. kan være en gluon, en W og Z boson eller en foton. Disse partikler bliver så omdannet til andre partikler. Da summen af kvantetallene i det oprindelige partikelpar er nul, må dette også være tilfældet for de nye partikler, der bliver skabt.
For en elektron-positron annihilation bliver der skabt to (i sjældne tilfælde 3) fotoner, med en samlet energi på mindst 1,022 MeV. Det er ikke muligt kun at producere en foton, da dette ville bryde med enten energi- eller impulsbevarelse 
(Den modsatte proces af annihilation er pardannelse.)

## Fodnoter
1. ↑  Nuclear Science Division ---- Lawrence Berkeley National Laboratory. "Antimatter". Arkiveret fra originalen 23. august 2008. Hentet 2008-03-09.
2. ↑  Young, Hugh D. Sears and Zemansky's University Physics (engelsk) (13 udgave). Pearson. ISBN 978-0-321-76218-4.

| Fysik | Spire Denne artikel om fysik er en spire som bør udbygges. Du er velkommen til at hjælpe Wikipedia ved at udvide den. |